# Паранормальные явления. Медиум
«Паранормальные явления. Медиум» (тайск. ร่างทรง) — тайско-южнокорейский псевдодокументальный фильм ужасов о сверхъестественном 2021 года, написанный и спродюсированный На Хон Джином в соавторстве с режиссёром фильма Банйонгом Писантханакуном. Это совместное производство таиландской компании GDH 559 и южнокорейской Showbox. Премьера фильма состоялась 11 июля 2021 года на 25-м Международном фестивале фантастических фильмов в Пучхоне. В России фильм был выпущен в кинотеатрах 30 июня 2022 года.
Фильм был выбран в качестве тайского участника в номинации «Лучший международный полнометражный фильм» на 94-й церемонии вручения премии «Оскар», но не был номинирован. Фильм был признан лучшим полнометражным фильмом на 25-м Международном фестивале фантастических фильмов в Пучхоне и был удостоен премии «Выбор Пучхона» за лучший фильм. По кассовым сборам, согласно данным Корейского совета по кинематографии, он занимает 15-е место среди всех фильмов, выпущенных в 2021 году в Республике Корея.

## Сюжет
Группа документалистов снимает фильм о потомственной шаманке Ним, проживающей на северо-востоке Таиланда в регионе Исан. Женщина рассказывает, что местное божество издревле вселялось в членов их семьи, и когда пришла очередь её сестры, та отказалась, поэтому божество выбрало Ним. С тех пор она лечит деревенских жителей от ментальных недугов. Когда внезапно умирает муж сестры, Ним отправляется на похороны и там замечает, что её племянница очень странно себя ведёт.

## В ролях
| Актёр                | Роль                               |
| -------------------- | ---------------------------------- |
| Нариля Гулмонгколпеч | Минк                               |
| Савани Утумма        | тётя Минк, шаман Ним               |
| Сирани Янкиттикан    | старшая сестра Ним и мать Минк Ной |
| Ясака Чайсорн        | старший брат Ним и дядя Минк Манит |
| Бунсонг Накпху       | друг Ним Санти                     |

## Награды
| Год  | Награда                                    | Категория                  | Номинант                       | Результат | Источник |
| ---- | ------------------------------------------ | -------------------------- | ------------------------------ | --------- | -------- |
| 2021 | Bucheon Choice Features                    | Лучший фильм               | Паранормальные явления. Медиум | Победа    | [ 8 ]    |
| 2021 | Maniatic Fantastic Film Festival           | Лучший фильм               | Паранормальные явления. Медиум | Победа    | [ 9 ]    |
| 2021 | San Sebastian Horror and Fantasy Film Week | Лучший фильм               | Паранормальные явления. Медиум | Победа    | [ 10 ]   |
| 2021 | Molins Horror Film Festival                | Лучшая операторская работа | Нарупхол Чоканапитак           | Победа    | [ 11 ]   |